# マダラクイナ
マダラクイナ(斑水鶏、学名：Rallus maculatus) は、ツル目クイナ科に分類される鳥類の一種である。本種をマダラクイナ属（Pardirallus）に分類する説もある。その場合学名は、Pardirallus maculatusとなる。

## 分布
メキシコ南部からコスタリカまでと、キューバ、トリニダード・トバゴ、ベネズエラからアルゼンチン、ペルーまでの地域に分布する。

## 形態
体長25-28cm。頭と頸の側面は黒地に白い斑が入っており、頸から下の体の上面は暗い褐色である。肩、背中、雨覆には白色の筋斑がある。前頸から胸にかけては、白地に黒い縦縞が入り、下胸から腹部は白地に黒い横縞が入る。下尾筒は灰色である。虹彩は赤色、嘴は緑色がかった黄色で下嘴の基部は橙色、脚は黒みがかったピンク色である。

## 生態
水田や水路などの水辺や湿地に生息する。
昆虫類や小型の魚類を捕食する。
水辺の水草の中に営巣し、1腹2-7個の卵を産む。

## 亜種
以下の2亜種に分類される。
- Rallus maculatus maculatus
- Rallus maculatus insolitus